# Danh sách đế quốc rộng nhất trong lịch sử Ấn Độ
Đây là một danh sách lịch sử của các đế quốc rộng lớn nhất từng tồn tại trong lịch sử Ấn Độ. Tiêu chí kê trong bảng là diện tích bao phủ hơn 1 triệu km². Một đế chế liên quan đến việc mở rộng của một nhà nước có chủ quyền ra các vùng lãnh thổ bên ngoài. Các giá trị được đưa ra ở đây thường được hiểu là chỉ mang tính biểu thị và không xác định xếp hạng chính xác. Việc tính toán diện tích đất của một đế chế cụ thể có thể gây tranh cãi. Nói chung, danh sách tập trung vào bất kỳ khu vực đất nào đã được khám phá và tuyên bố rõ ràng, ngay cả khi các khu vực này có hoặc không có dân cư.
| Đế quốc                                       | Diện tích cực đại ước tính (km²) | So với diện tích Ấn Độ ngày nay | Thời gian đỉnh cao | Ước tính bởi                       |
| --------------------------------------------- | -------------------------------- | ------------------------------- | ------------------ | ---------------------------------- |
| Đế quốc Maurya                                | 5,000,000                        | 152 %                           | 250 TCN            | Peter Turchin và cộng sự.          |
| Raj thuộc Anh                                 | 4,574,000                        | 139 %                           | 1911               | Encyclopædia Britannica (11th ed.) |
| Đế quốc Mogul                                 | 4,000,000                        | 122 %                           | 1690               | Peter Turchin và cộng sự.          |
| Đế quốc Gupta                                 | 3,500,000                        | 106 %                           | 400                | Peter Turchin và cộng sự.          |
| Ấn Độ ngày nay                                | 3,287,263                        | 100 %                           | —                  | Chính phủ Ấn Độ.                   |
| Vương quốc Hồi giáo Delhi (Triều đại Tughlaq) | 3,200,000                        | 97 %                            | 1312               | Peter Turchin và cộng sự.          |
| Đế quốc Maratha                               | 2,500,000                        | 76 %                            | 1760               | Peter Turchin và cộng sự.          |
| Đế quốc Quý Sương                             | 2,000,000                        | 61 %                            | 200                | Peter Turchin và cộng sự.          |
| Đế quốc Harsha                                | 1,000,000                        | 30 %                            | 648                | Peter Turchin và cộng sự.          |